# 星子镇 (庐山市)
星子镇，是中华人民共和国江西省九江市庐山市下辖的一个乡镇级行政单位。2016年4月29日，江西省人民政府《关于调整九江市部分行政区划的通知》（赣府字[2016]35号），将蓼花镇更名为星子镇。

## 行政区划
星子镇下辖以下地区：
蓼花村、幸福村、翻身村、仕林村、胜利村和三角垅村。